# Law & Order (seizoen 5)
Dit artikel vat het vijfde seizoen van Law & Order samen.

## Hoofdrollen
- Jerry Orbach - hoofdrechercheur Lennie Briscoe
- Chris Noth - rechercheur Mike Logan
- S. Epatha Merkerson - inspecteur Anita Van Buren
- Sam Waterston - eerste hulpofficier van justitie Jack McCoy
- Jill Hennessy - hulpofficier van justitie Claire Kincaid
- Steven Hill - officier van justitie Adam Schiff

## Terugkerende rollen
- Carolyn McCormick - dr. Elizabeth Olivet
- Leslie Hendrix - dr. Elizabeth Rodgers
- John Fiore - rechercheur Tony Profaci
- Shawn Elliott - rechter Joseph Rivera
- David Lipman - rechter Morris Torledsky

## Afleveringen
| Aflevering | Titel             | Regisseur           | Schrijver                                 | Uitzenddatum      | Selectie gastrollen |
| --- | ----------------- | ------------------- | ----------------------------------------- | ----------------- | --- |
| 1. | Second Opinion    | Ed Sherin           | Michael S. Chernuchin Jeremy R. Littman   | 21 september 1994 | Elizabeth Ashley - Gwen Young Tony Roberts - Nicholas Bennett Jan Maxwell - dr. Nancy Haas Mitchell Greenberg - dr. Alan Friedlan Linda Pierce - Abigail Hurst                                                                        |
| Een lerares valt flauw in haar klaslokaal en wordt met spoed naar het ziekenhuis gebracht. Wanneer zij daar een hartstilstand krijgt, komt er een geur van cyanide vrij wat grote paniek veroorzaakt. Logan en Briscoe worden op deze zaak gezet en komen erachter dat het slachtoffer overleden is aan de gevolgen van borstkanker en dat zij onder behandeling was bij een arts die haar een alternatieve geneeswijze gaf met behulp van amygdaline. Experts verklaren dat zij langer had kunnen leven als zij een normale behandeling had gekregen. De alternatieve dokter wordt nu aangeklaagd voor moord, omdat zij de lerares had beloofd dat zij haar borstkanker had kunnen overwinnen. Kincaid maakt nu meteen kennis met haar nieuwe baas, Jack McCoy, omdat zij wel gelooft in de alternatieve geneeswijze en hij vindt dit gewoon moord. Als de man van de lerares getuigt dat de alternatieve arts genezing beloofd had, besluit de arts om schuld te bekennen in de hoop op strafvermindering. |                   |                     |                                           |                   | |
| 2. | Coma              | Jace Alexander      | Ed Zuckerman                              | 28 september 1994 | Larry Miller - Michael Dobson Debra Monk - Kathleen O'Brien John Cunningham - Max Weston Heather Gottlieb - Susannah Frank Girardeau - Fred Harding                                                                                   |
| Een eigenaar van een komedieclub komt onder verdenking te staan voor het neerschieten van zijn vrouw. De vrouw ligt nu in coma met een kogel in haar hoofd. De rechercheurs komen erachter dat hij haar regelmatig mishandelde en dat zij wilde scheidden van hem. Maar ze kunnen geen hard bewijs vinden voor de moordaanslag. McCoy brengt hem toch voor de rechter en de rechtszaak vindt hem onschuldig, dit tot ergernis van McCoy en de rechercheurs. |                   |                     |                                           |                   | |
| 3. | Blue Bamboo       | Don Scardino        | René Balcer Hall Powell                   | 5 oktober 1994    | Laura Linney - Martha Bowen Ron Orbach - Max Hellman Joyce Reehling - Mildred Kaskel |
| De moord op een Japanse nachtclubeigenaar die op bezoek was in New York leidt tot een arrestatie van een zangeres die voor hem had gewerkt in Japan. De advocaat van de verdachte verklaart dat zij zo'n trauma heeft overgehouden van de mishandeling gedurende haar werk, dat zij geen ander uitweg zag dan om hem te vermoorden. Dr. Olivet assisteert in deze zaak en krijgt flashbacks over haar verkrachting in het verleden (zie Helpless). |                   |                     |                                           |                   | |
| 4. | Family Values     | Constantine Makris  | René Balcer William N. Fordes             | 12 oktober 1994   | Stephen Shellen - Steve Martell Sarah Paulson - Maggie Conner Will Lyman - Victor Conner Victor Raider-Wexler - officier van justitie Wheeler Anna Kathryn Holbrook - Christine Whitburn                                              |
| Logan en Briscoe onderzoeken een zaak waarbij een lichaam wordt vermist en alleen de auto gevonden is. Het betreft een rijke uitgeefster en ze zoeken de familie op, daar vinden zij een verdachte ex-man, de nieuwe man en haar dochter. Zij ondervinden al snel dat er veel geheimen zijn in de familie. Als het lichaam wordt gevonden kunnen ze al snel zelfmoord uitsluiten. Dan verklaart de dochter ineens dat zij een relatie heeft met de nieuwe man van haar moeder. Wie de moeder heeft vermoord moeten de rechercheurs nu uitzoeken en als ze een verdachte hebben moet McCoy proberen het verder uitzoeken hoe het precies zit. |                   |                     |                                           |                   | |
| 5. | White Rabbit      | Steven Robman       | Ed Zuckerman Morgan Gendel                | 19 oktober 1994   | Peter Friedman - professor William Goodwin Mary-Joan Negro - Rita Levitan Peggy Roeder - Margaret Pauly Dick Anthony Williams - Sam Burdette Marilyn Chris - Mary Perella                                                             |
| Een bankroof onthult een tiental jaren oude zaak, een bankkluisje bevat spullen die betrekking hebben op een overval op een geldwagen twintig jaar geleden waarbij een politieagent vermoord is. Logan en Briscoe achterhalen en arresteren een van de vier verdachten die verantwoordelijk zijn voor die overval. Deze verdachte leidt hen naar een vrouwelijke verdachte die de politieagent vermoord heeft. Zij had sindsdien een nieuwe identiteit aangenomen en een nieuw leven opgebouwd. Nu is het aan McCoy om de vrouw te laten berechten voor de rechtbank. |                   |                     |                                           |                   | |
| 6. | Competence        | Fred Gerber         | Michael S. Chernuchin Mark B. Perry       | 2 november 1994   | Jude Ciccolella - Dennis Burnett Omar Scroggins - Zack Rowland Lisa Louise Langford - Marjorie Gordon Samuel E. Wright - Jerome Osborn                                                                                                |
| Wanneer inspecteur Anita Van Buren geld wil opnemen bij een geldautomaat wordt zij overvallen door twee tieners. Zij vuurt haar pistool af en doodt een van de twee tieners die geestelijk gehandicapt blijkt te zijn. Ze verklaart dat de andere tiener een pistool had en gevlucht is. Zij ondervindt nu dat niet iedereen haar gelooft, waarna zij Logan en Briscoe aanspoort om de tweede tiener te vinden. |                   |                     |                                           |                   | |
| 7. | Precious          | Constantine Makris  | René Balcer I.C. Rapoport                 | 9 november 1994   | Kevin O'Rourke - Marty Willick Julie Boyd - Eileen Willick Maria Tucci - Helen Brolin Joel Leffert - Robert Cole Brooks Rogers - dr. Royce                                                                                            |
| Wanneer Logan en Briscoe vermoeden dat een vermist kind waarschijnlijk vermoord is door haar ouders en niet ontvoert zoals zij beweren, dan ontdekken zij een verschrikkelijk groot familiegeheim dat een geestelijk zieke seriemoordenaar verhuld. |                   |                     |                                           |                   | |
| 8. | Virtue            | Martha Mitchell     | Mark B. Perry Jeremy R. Littman           | 23 november 1994  | Anthony Heald - raadslid Spencer Talbert Anne Lange - Evelyn Talbert Joanna Merlin - Deirdre Powell Regina Taylor - Sarah Maslin Christopher Cousins - Todd Locke                                                                     |
| Logan en Briscoe worden bij een verkeersongeval geroepen, een bestuurster is hierbij omgekomen en na onderzoek blijkt dat zij niet achter het stuur zat tijdens het ongeval en dat zij vlak ervoor verkracht is. Het onderzoek leidt hen naar een raadslid, maar deze ontkent deze aanklacht en de rechercheurs krijgen de opdracht om naar meer slachtoffers te zoeken van deze raadslid. Zij komen uit bij een advocate die verklaart dat zij in het verleden door hem is verkracht en dat zij toen afgekocht is met een hogere functie. Onder druk van McCoy en zijn kantoor gaat de advocate toch getuigen tegen het raadslid om hem te kunnen berechten. Deze zaak wordt moeilijk vanwege het feit dat deze verkrachting al lang geleden gebeurd is en er verder geen bewijzen zijn. |                   |                     |                                           |                   | |
| 9. | Scoundrels        | Marc Laub           | Ed Zuckerman Charles C. Mann              | 30 november 1994  | Michael Zaslow - Willard Tappan Jonathan Hogan - John Curren Ellen Whyte - Harriet Curren Edie Falco - Sally Bell Lisa Emery - Alice Huntley Ben Hammer - rechter Herman Mooney Merwin Goldsmith - rechter Ian Feist                  |
| Een advocaat wordt doodgeschoten in zijn kantoor gevonden. Logan en Briscoe komen erachter dat deze advocaat een spelletje speelde met zijn cliënten, hij beweerde dat hij het geld op het spoor was die zijn cliënten hadden gegeven aan een oplichter met een piramidespel maar dan moesten de cliënten een bedrag betalen zodat hij met zijn onderzoek door kon gaan. Een zoon van een slachtoffer van de advocaat is gezien in het kantoor ten tijde van de moord nadat zijn moeder een cheque had uitgeschreven, hierdoor wordt hij de hoofd verdachte. De zoon kan bewijzen dat hij de cheque heeft geannuleerd voor de moord zodat het motief er niet meer is. Ondertussen komt McCoy erachter dat de advocaat het geld wel had gevonden en chanteerde de oplichter hiermee om zijn mond te houden. Zo verdenkt hij de oplichter van de moord maar deze heeft een alibi op het moment van de moord. Kincaid onderzoekt of er een relatie is tussen de zoon en de oplichter en ontdekt een telefoontje tussen deze twee dat net voor de moord plaatsvond. McCoy biedt de zoon een strafvermindering aan in ruil voor een verklaring dat hij gevraagd is om de moord te plegen zodat hij zijn geld terug zou krijgen. Hiermee kan McCoy de oplichter aanklagen voor moord. |                   |                     |                                           |                   | |
| 10. | House Counsel     | James Quinn         | Michael S. Chernuchin Barry M. Schkolnick | 4 januari 1995    | Ron Leibman - Mark Paul Kopell Jessica Walter - Anna Kopell Vincent Pastore - John Furini Leslie Ayvazian - Priscilla Lempert Merwin Goldsmith - rechter Andrew Barsky                                                                |
| Wanneer een onbelangrijke ambtenaar wordt vermoord dan komen Logan en Briscoe erachter dat dit waarschijnlijk een maffiaaanslag was omdat de slachtoffer in de jury heeft gezeten bij een rechtszaak van een belangrijke maffiabaas. Als McCoy een rechtszaak begint met een verdachte raakt hij in een gevecht met de advocaat van de tegenpartij, met wie hij in het verleden bevriend was. |                   |                     |                                           |                   | |
| 11. | Guardian          | Christopher Misiano | René Balcer Brad Markowitz                | 11 januari 1995   | Jon Cypher - Jerome Kamen Gerry Bamman - Dean Pollard Joan MacIntosh - mrs. Blanchard Dallas Roberts - Matthew Peter McRobbie - Herbert Fowler                                                                                        |
| Er wordt een lichaam gevonden van een vrouwelijke junk bij een kinderdagverblijf. Logan en Briscoe komen achter de identiteit van het slachtoffer, het gaat om een dochter van een vooraanstaande familie. Het onderzoek leidt hen naar een financieel adviseur van de familie die achter de rug om van de familie nog steeds contact had met de dochter, dit was tegen de regels van de familie die haar hadden buitengesloten. |                   |                     |                                           |                   | |
| 12. | Progeny           | Don Scardino        | Morgan Gendel Mark B. Perry               | 25 januari 1995   | Edward Herrmann - Drew Seely James Rebhorn - Charles Garnett Jack Gilpin - dr. Simon Reed Anne Bobby - Nancy Gunther Cynthia Vance - Joanne Jenkins Ted Kazanoff - rechter Daniel Scarletti John Carter - rechter Harlan Newfield     |
| Na een moord op een dokter die werkte in een abortuskliniek gaan Logan en Briscoe op zoek naar de moordenaar. Zij komen uit bij een pro-life groep, en de vermoedelijke dader is de leider van deze groep die blij is dat de dokter dood is. Hij verklaart dat hij de moord in opdracht heeft gedaan van een charismatische voormalige priester en nu is het aan McCoy om deze priester voor het gerecht te brengen. Hij komt er al snel achter dat de grens tussen staat en kerk zeer dun is en de publieke opinie werkt ook niet echt mee. |                   |                     |                                           |                   | |
| 13. | Rage              | Arthur W. Forney    | Michael S. Chernuchin                     | 1 februari 1995   | Richard Libertini - David Solomon Wendell Pierce - Jerome Bryant Keith Charles - William E. Cooke Olivia Birkelund - Joan Stillman Bernie McInerney - rechter Michael Callahan                                                        |
| Een zelfingenomen Afro-Amerikaanse Wall Street handelaar, die zich afzet tegen mede Afro-Amerikanen, wordt verdacht van moord op zijn baas. Hij huurt een dure advocaat in die beweert dat zijn cliënt de moord pleegde vanwege racisme. McCoy komt erachter dat de verdachte fraude heeft gepleegd en nu is het aan hem om koelbloedige moord te bewijzen. |                   |                     |                                           |                   | |
| 14. | Performance       | Martha Mitchell     | René Balcer Jeremy R. Littman             | 8 februari 1995   | Richard Venture - Douglas Greer Monica Keena - Corey Russell Maryann Urbano - mrs. Russell Peter Facinelli - Shane Sutter John MacKay - Michael Sutter Polly Adams - Monica Sutter                                                    |
| Logan en Briscoe krijgen een snuff-film onder ogen waar een vrouw wordt verkracht en vermoord, zij vinden de vrouw levend en wel. De vrouw verklaart dat zij wel verkracht en gefilmd is door medescholieren en dat leidt hen naar een groep scholieren die seks met vrouwen opnemen voor punten op een prestigieuze middelbare school. |                   |                     |                                           |                   | |
| 15. | Seed              | Don Scardino        | Michael S. Chernuchin Janis Diamond       | 15 februari 1995  | Mark Blum - Michael Aronson David Margulies - dr. Jordan Delbert Jordan Clarke - mr. Parker Kristin Griffith - Clara Brock Joan Copeland - rechter Rebecca Stein Stephen Henderson - rechter Marc Kramer                              |
| Een routine onderzoek naar een dood van een vrouw leidt Logan en Briscoe naar een dokter van een vruchtbaarheidskliniek die schuldig lijkt te zijn aan onethische praktijken. Maar zij kunnen geen bewijzen vinden vanwege geheimhoudingsplicht van de dokter, en zijn patiënten weigeren te praten. McCoy en Kincaid nemen het onderzoek over en doen dan een schokkende ontdekking, het blijkt dat de dokter zijn patiënten insemineert met zijn eigen sperma |                   |                     |                                           |                   | |
| 16. | Wannabe           | Lewis H. Gould      | René Balcer I.C. Rapoport                 | 15 maart 1995     | Harry Groener - Terrence Dwyer Boyd Gaines - Nathan Barclay Matthew Carey - Stewart Barclay Bruce Kirkpatrick - Tom Harrigan Graham Sack - Colin Harrigan Marian Quinn - mrs. Harrigan Doris Belack - rechter Margaret Barry          |
| De moord op een bestuurslid van een prestigieuze privéschool leidt Logan en Briscoe naar een zoon van een metro medewerker. Maar een valse bekentenis en een geheimzinnige houding van de school maakt het McCoy zeer moeilijk om iemand te vervolgen. |                   |                     |                                           |                   | |
| 17. | Act of God        | Constantine Makris  | Ed Zuckerman Walter Dallenbach            | 22 maart 1995     | Robert John Burke - Arthur 'Buzz' Palley Melinda Mullins - Chris Chappel Skipp Sudduth - Hank Chapel Stephen Singer - David Pence Ileen Getz - Irene Krasner John Newton - rechter Eric Caffey Lynn Cohen - rechter Elizabeth Mizener |
| Een bomaanslag op een bouwterrein doodt een twaalfjarige jongen. Logan en Briscoe komen na onderzoek uit bij twee verdachten, een failliete aannemer en een jaloerse echtgenoot. McCoy moet nu uitvinden wie de schuldige is en dat valt hem nog niet mee. |                   |                     |                                           |                   | |
| 18. | Privileged        | Vincent Misiano     | Jeremy R. Littman Suzanne O'Malley        | 5 april 1995      | Katherine Borowitz - Marjorie 'Marge' Larson David Leary - Warren Bartlett Fran Brill - Leah Bartlett Eddie Malavarca - Steven Alan Smith Allan Miller - rechter Simon Mikelson                                                       |
| Wanneer een echtpaar wordt vermoord in hun huis dan gaan Logan en Briscoe op onderzoek uit. Ze komen uit bij een jonge alcoholist die als pleegkind met zijn pleegouders in het huis heeft gewoond. Psychiatrisch onderzoek op de jongen brengt een jeugdtrauma naar boven, waarschijnlijk is hij in zijn jeugd mishandeld door zijn pleegmoeder. Nu is het aan McCoy of hij hem berekening vatbaar acht. |                   |                     |                                           |                   | |
| 19. | Cruel and Unusual | Matthew Penn        | René Balcer Michael S. Chernuchin         | 19 april 1995     | Jeffrey DeMunn - professor Norman Rothenberg Lawrence Pressman - dr. Alan Colter Sheila Tousey - mrs. Vilardi Dan Ziskie - George Jeffries Steve Burns - Kevin Jeffries                                                               |
| Wanneer een autistische tiener overlijdt terwijl hij in de cel zit op het politiebureau gaan Logan en Briscoe op onderzoek uit naar zijn doodsoorzaak. Zij vinden bewijs dat de jongen over een lange tijd is mishandeld en de verdenking gaat uit naar een kliniek waar hij woonde, en dan speciaal naar zijn therapeut dr. Colter. Hij heeft een methode gebruikt dat verboden is maar de aanklacht staat op losse schroeven als blijkt dat de ouders toestemming hebben gegeven voor de verboden behandeling. |                   |                     |                                           |                   | |
| 20. | Bad Faith         | Dann Florek         | René Balcer                               | 26 april 1995     | Dann Florek - politiechef Donald Cragen Christine Farrell - forensisch onderzoekster Arlene Shrier Bill Raymond - priester Joe Krolinsky June Ballinger - Kate Krolinsky Kit Flanagan - Joan Zinns Scott Sowers - Stewart Waller      |
| Wanneer een politieagent, en vroegere vriend van Logan, doodgeschoten wordt gevonden dan krijgt Logan onplezierige jeugdherinneringen. Het lijkt op zelfmoord maar onderzoek wijst uit dat hij vlak voor zijn dood contact heeft gehad met een voormalige priester die een verleden heeft van kindermisbruik. |                   |                     |                                           |                   | |
| 21. | Purple Heart      | Arthur W. Forney    | Morgan Gendel William N. Fordes           | 3 mei 1995        | LisaGay Hamilton - Denise Johnson Michael Beach - mr. Elliot - advocaat van Denise Johnson Mike Starr - Steven Breck Gina Torres - Charlene Dominic Chianese - rechter Paul Kaylin                                                    |
| Wanneer een taxichauffeur vermoordt wordt gevonden startten Logan en Briscoe het onderzoek. Als zij een verdachte vinden, wordt deze ook vermoord aangetroffen. Zij vinden een connectie tussen hem, de vrouw van de taxichauffeur en het moordwapen. Het onderzoek wijst verder nog uit dat het huwelijk niet zo prettig was als de vrouw eerst heeft doen voorkomen en dat hij er door illegaal gokken voor zorgde dat zijn gezin diep in de schulden zat. |                   |                     |                                           |                   | |
| 22. | Switch            | Christopher Misiano | Jeremy R. Littman Sibyl Gardner           | 17 mei 1995       | Francie Swift - Megan Nelson / Bobby / Nancy Sam Groom - Frank Nelson Roberta Wallach - Michele Selig Gerry Becker - dr. Neal Latham Lynne Thigpen - rechter Ida Boucher                                                              |
| Een zakenman wordt verdacht van de moord op de psychiater van zijn dochter. Deze dochter lijdt aan meervoudige persoonlijkheden en McCoy denkt dat de psychiater een geheim heeft ontdekt bij de dochter. De psychiater heeft in het geheugen van de dochter een verdrongen gebeurtenis ontdekt, het betreft een mogelijke moord van haar moeder door haar vader in het verleden. McCoy denkt nu dat dit het motief is voor de moord op de psychiater maar het loopt anders dan hij gedacht had. |                   |                     |                                           |                   | |
| 23. | Pride             | Ed Sherin           | Ed Zuckerman Gene Ritchings               | 24 mei 1995       | Daniel Hugh Kelly - raadslid Kevin Crossley<r>Kelle Kerr - Antoinette Crossley Peter Gerety - Charles Powell Mitchell Lichtenstein - Joe Gibb Tim Hopper - mr. Wiley                                                                  |
| Een homoseksuele raadslid wordt vermoord en Logan en Briscoe worden belast met het onderzoek. De belangrijkste verdachte blijkt een ander raadslid die erg conservatief is en openlijk vijandig was tegen het slachtoffer, maar deze verklaart dat hij en het slachtoffer goede vrienden waren en dat de vijandigheid alleen maar een spel was. De verdachte wordt toch voor het gerecht gebracht en dan gebeuren er dingen die Logan zijn baan kunnen kosten. |                   |                     |                                           |                   | |